# Påmark å
Påmark å (finska: Pomarkunjoki) är ett vattendrag i Finland. Det ligger i kommunen Påmark i landskapet Satakunta, i den sydvästra delen av landet, 230 km nordväst om huvudstaden Helsingfors.
Ån rinner från Inhottujärvi till Isojärvi och är en del av Karvia ås (fi. Karvianjoki) avrinningsområde.